# そっくりマネまね大賞
『そっくりマネまね大賞』（そっくりマネまねたいしょう）は、1981年10月10日から1983年3月26日までTBSの土曜12:00 - 13:00（JST）に放送された、視聴者参加型のバラエティ番組である。

## 概要
有名人に似ていると自認する人が一堂に会し、そのものまねと目立ちたがり精神の中から、そっくりさんを決めようという視聴者参加番組。たとえそのまねぶりが下手でも、懸命に「本物」に似せようとする様子がわかれば、審査の第一ポイントで高い点が与えられる。
収録は『クイズダービー』と同じく、「TBSホール」で行われた。

## 出演者
司会
- 生島ヒロシ（当時：TBSアナウンサー）
- 酒井ゆきえ

審査委員長
- 宮川泰

優勝者
- 1981年10月10日（第1回放送）優勝者は、当時高校1年生の前島一仁（当時16歳）

## スタッフ
- 制作：青柳脩
- プロデューサー：小松敬
- 演出：神保泰宏、斉藤薫、鈴木宏義
- 中継担当ディレクター：大場昴一
- 構成：奥山侊伸